# Toro Y Moi
Chazwick Bundick, bedre kendt som Toro Y Moi er en pop/ekesperimental-producer og sanger fra USA.